# Мокроусов, Анатолий Алексеевич
Анатолий Алексеевич Мокроусов (14 апреля 1943, Измайлово, Ульяновская область — 9 января 2021) — советский и украинский политик, народный депутат Украины (1990—2006).

## Биография
Родился 14 апреля 1943 (поселок Измайловка, Барышский район, Ульяновская область, Россия); русский; женат; имеет двоих детей.
В 1970 году окончил Киевский технологический институт легкой промышленности по специальности инженер-химик-технолог.
Март 2006 — кандидат в народные депутаты Украины от Блока Юлии Тимошенко, № 148 в списке. На время выборов: народный депутат Украины, беспартийный.
Народный депутат Украины 4-го созыва с апреля 2002 до апреля 2006, избирательный округ № 215, город Киев, выдвинутый Выборным блоком политических партий «Единство». За 25,92 %, 22 соперников. На время выборов: народный депутат Украины, член Украинской партии «Единство». Член группы «Народовластие» (октябрь 2002 — май 2004), уполномоченный представитель группы «Демократические инициативы Народовластие» (май — сентябрь 2004), уполномоченный представитель фракции партии «Единая Украина» (сентябрь 2004 — февраль 2006). Член Комитета по вопросам государственного строительства и местного самоуправления (с июня 2002).
Народный депутат Украины 3-го созыва с марта 1998 по апрель 2002, избирательный округ № 213, Киев. На время выборов: председатель Ватутинского районного совета и райгосадминистрации города Киева. Член фракции СДПУ(О) (май 1998 — ноябрь 2001), член фракции партии «Единство» (с ноября 2001). Член Комитета по вопросам государственного строительства, местного самоуправления и деятельности советов (с июля 1998, с 2000 — Комитет по вопросам государственного строительства и местного самоуправления).
Народный депутат Украины 12(1) созыва с марта 1990 (2-й тур) до июня 1992, Троещинский избирательном округ № 19, город Киев. Член Комиссии мандатной и по вопросам депутатской этики (с июня 1990). На время выборов: первый секретарь Ватутинского райкома КПУ.
- С 1960 — слесарь Киевского комбината искусственного волокна.
- С 1962 — студент Киевского технологического института легкой промышленности.
- С 1963 — служба в армии.
- С 1966 — студент Киевского технологического института легкой промышленности.
- С 1970 — помощник мастера, начальник смены, с 1971 года — секретарь комитета комсомола Киевского комбинат химического волокна.
- С 1973 — начальник цеха, заместитель начальника отдела, с 1979 — заместитель секретаря, секретарь парткома КПУ киевского ПО «Химволокно».
- С 1984 года — второй секретарь, с мая 1987 — первый секретарь Днепровского райкома КПУ города Киева.
- С 1988 — первый секретарь Ватутинского райкома КПУ города Киева.
- С 1990 — председатель Ватутинского райсовета города Киева, председатель райисполкома.
- Апрель 1992—1994 — Представитель Президента Украины в Ватутинском районе города Киева[1][2].
- С 1994 — председатель Ватутинского райсовета города Киева.
- Июль 1995 — май 1998 — председатель Ватутинской райгосадминистрации города Киева.
- Сентябрь 2001 — апрель 2002 — председатель Деснянской райгосадминистрации города Киева.

Член Украинской партии «Единство» (2001—2004).
Скончался 9 января 2021 года от COVID-19.

## Награды
Орден Трудового Красного Знамени. Медали «За трудовое отличие», «Ветеран труда». Орден «За заслуги» III (январь 1998), II степеней (апрель 2003). Почетная грамота Кабинета Министров Украины (март 2004).